# Thyreodon delvarei
Thyreodon delvarei är en stekelart som beskrevs av Ian D. Gauld 2004. Thyreodon delvarei ingår i släktet Thyreodon och familjen brokparasitsteklar. Inga underarter finns listade i Catalogue of Life.